# صومعه سنت کاترین، تالین

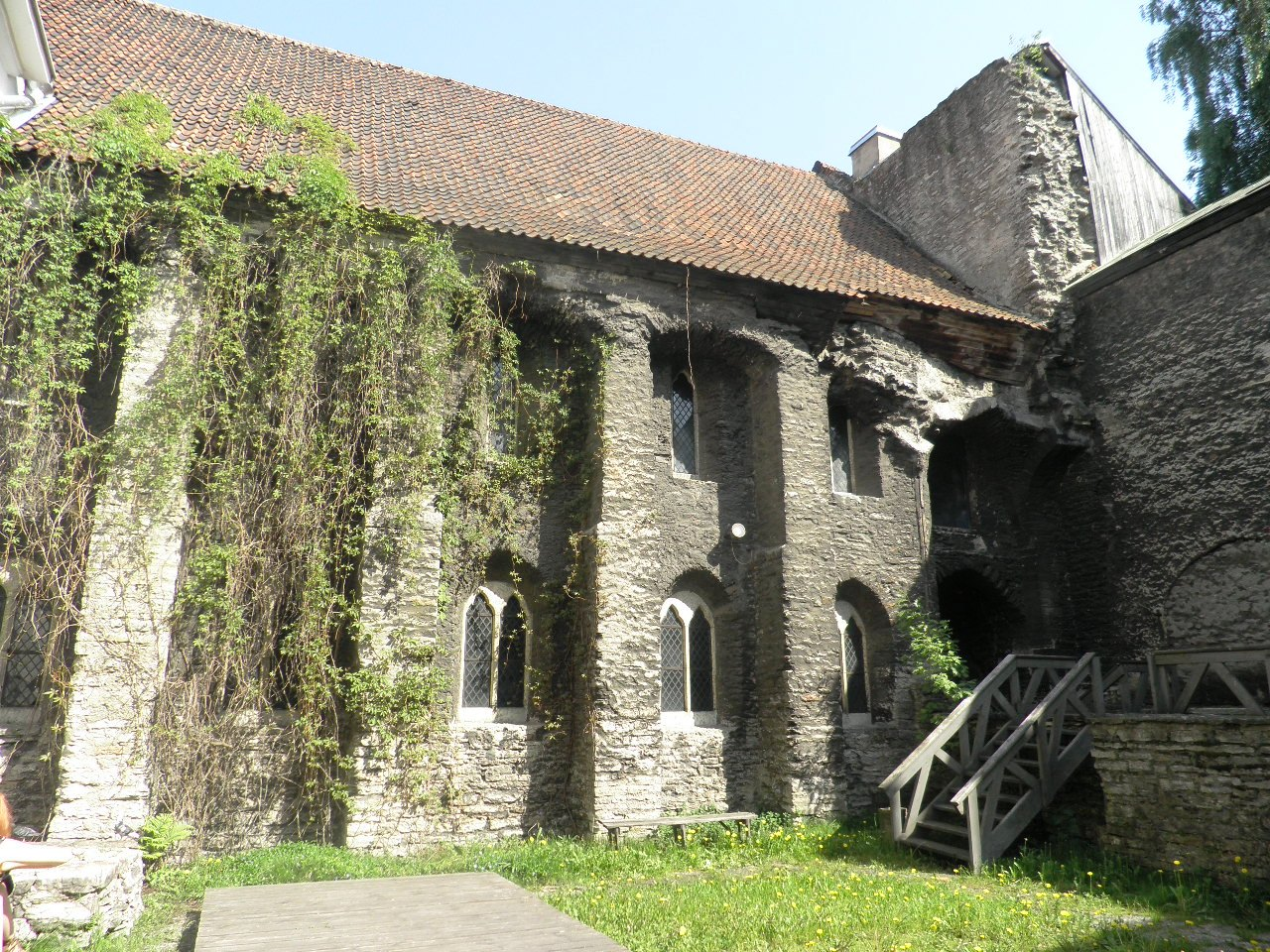
قسمت‌های باقی‌مانده از صومعه

صومعه سنت کاترین (استونیایی: Dominiiklaste klooster) که‌همچنین با نام‌های صومعه سنت کاترین دومینیکن و صومعه دومینیکن هم شناخته میشود یک صومعه سابق و یکی از قدیمی‌ترین ساختمان‌های شهر تالین، استونی است.
این صومعه در قلب وانالین منطقه قدیمی تالین جای دارد و یکی از دو صومعه به جای مانده از قرون وسطی و قرن ۱۳ میلادی در شهر تالین است.

## نگارخانه

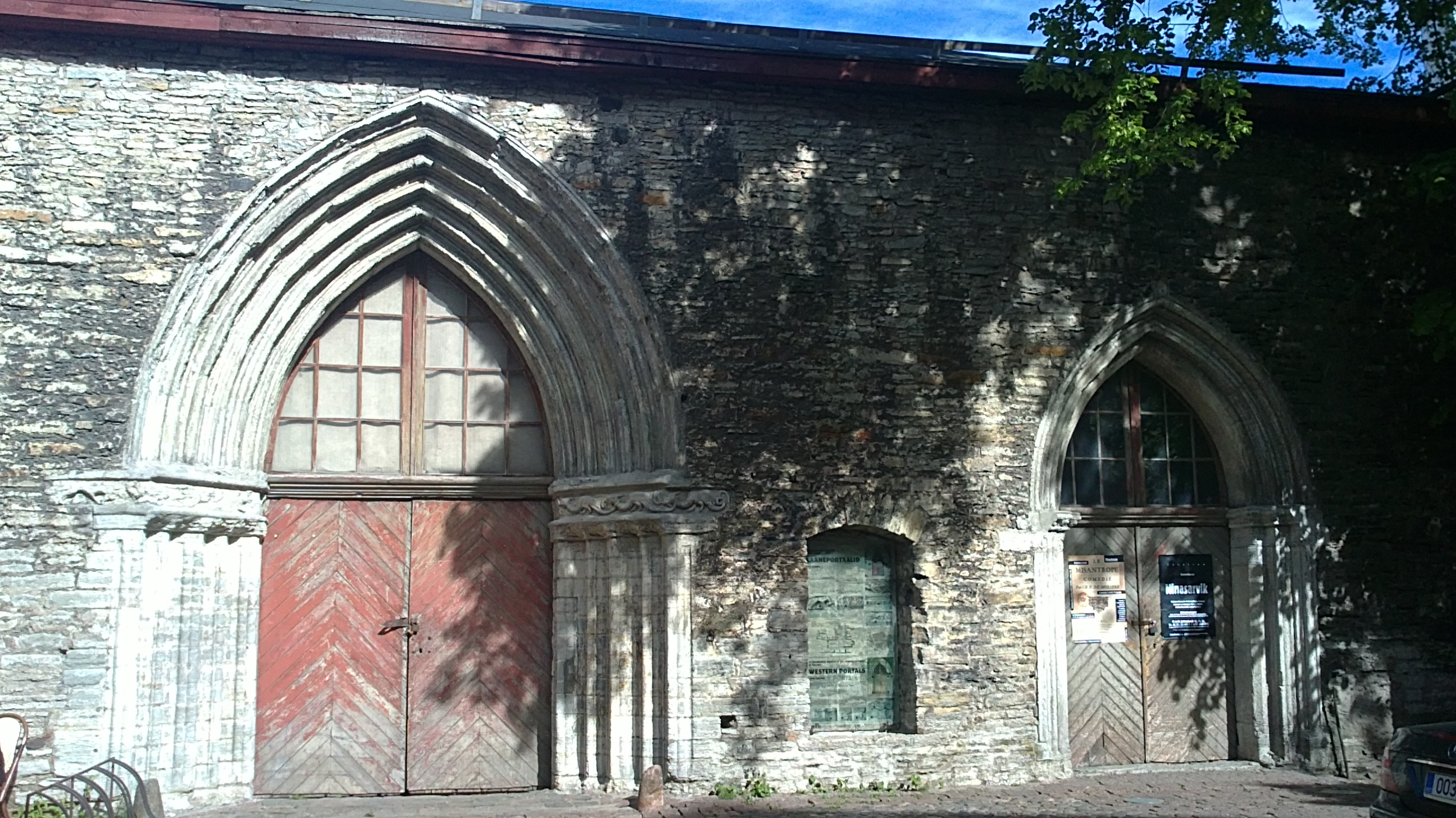
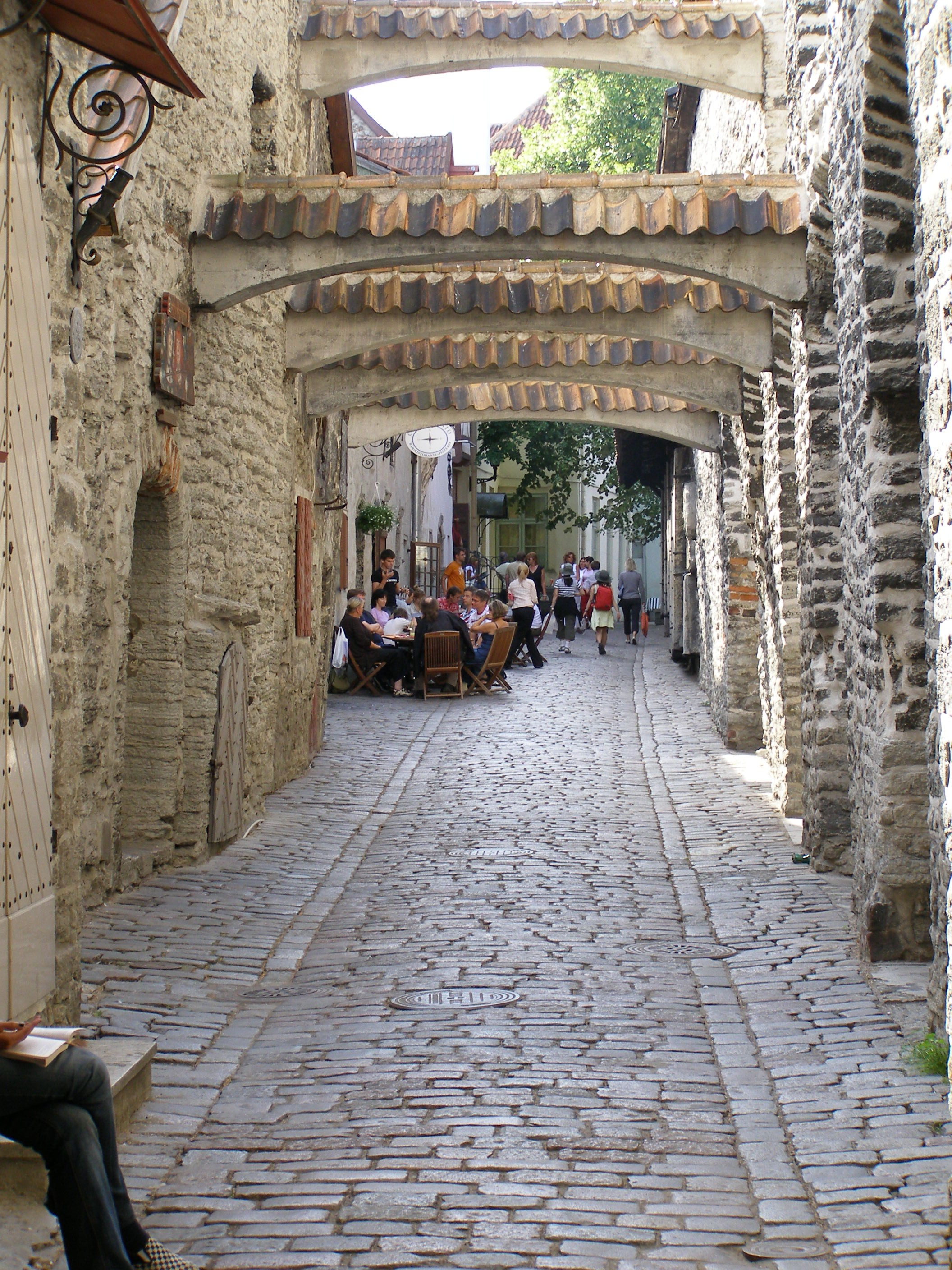
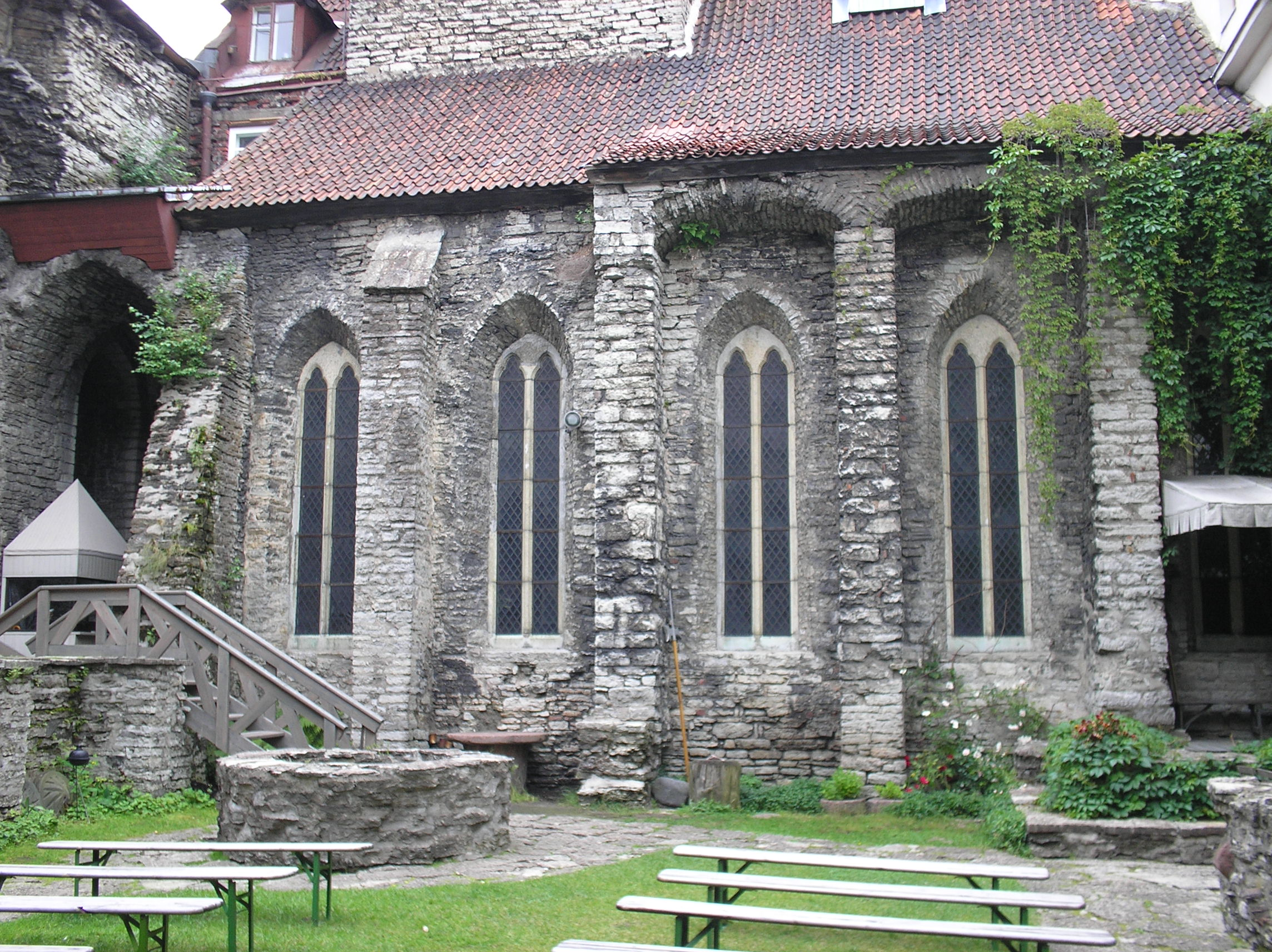
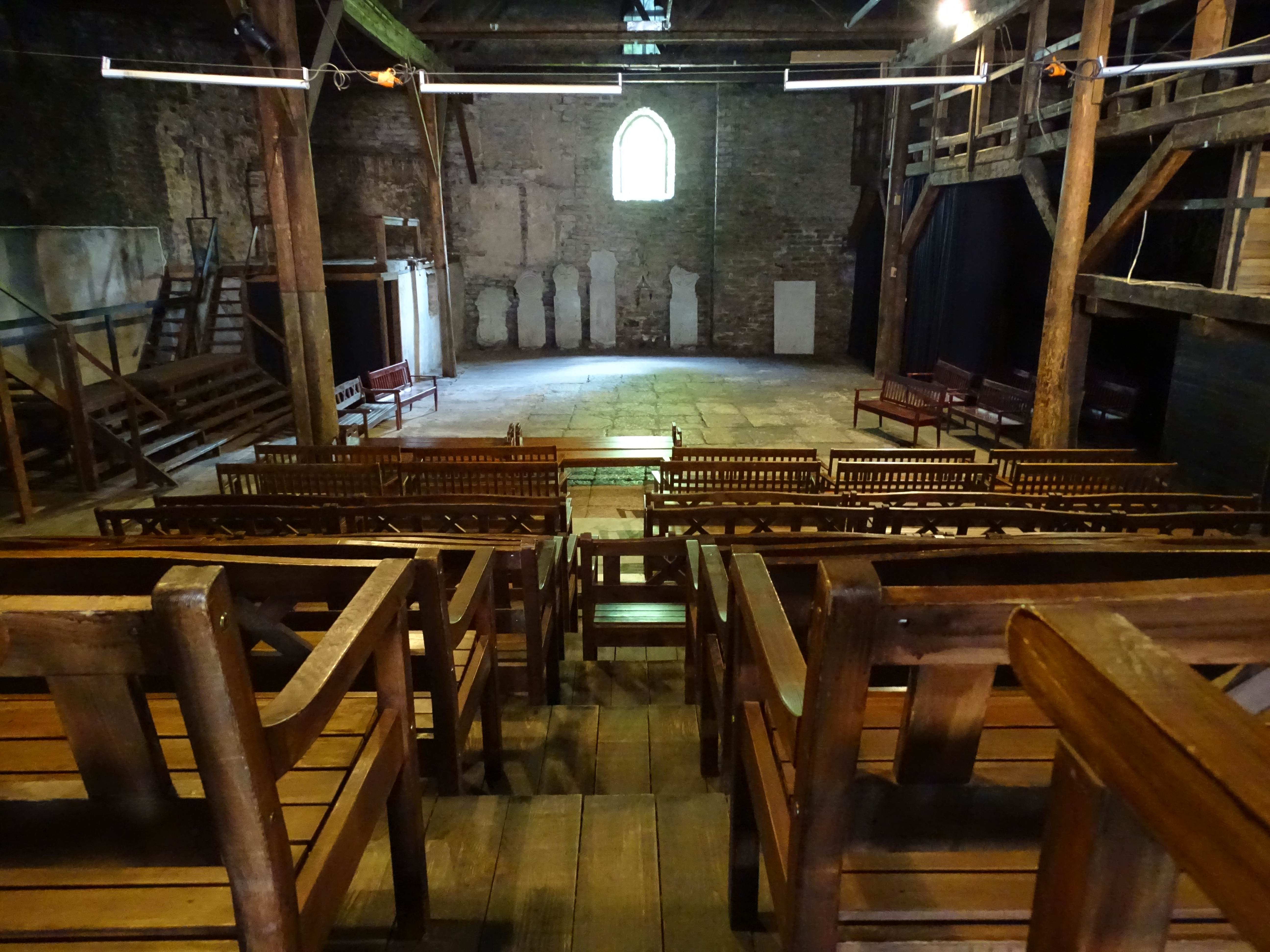
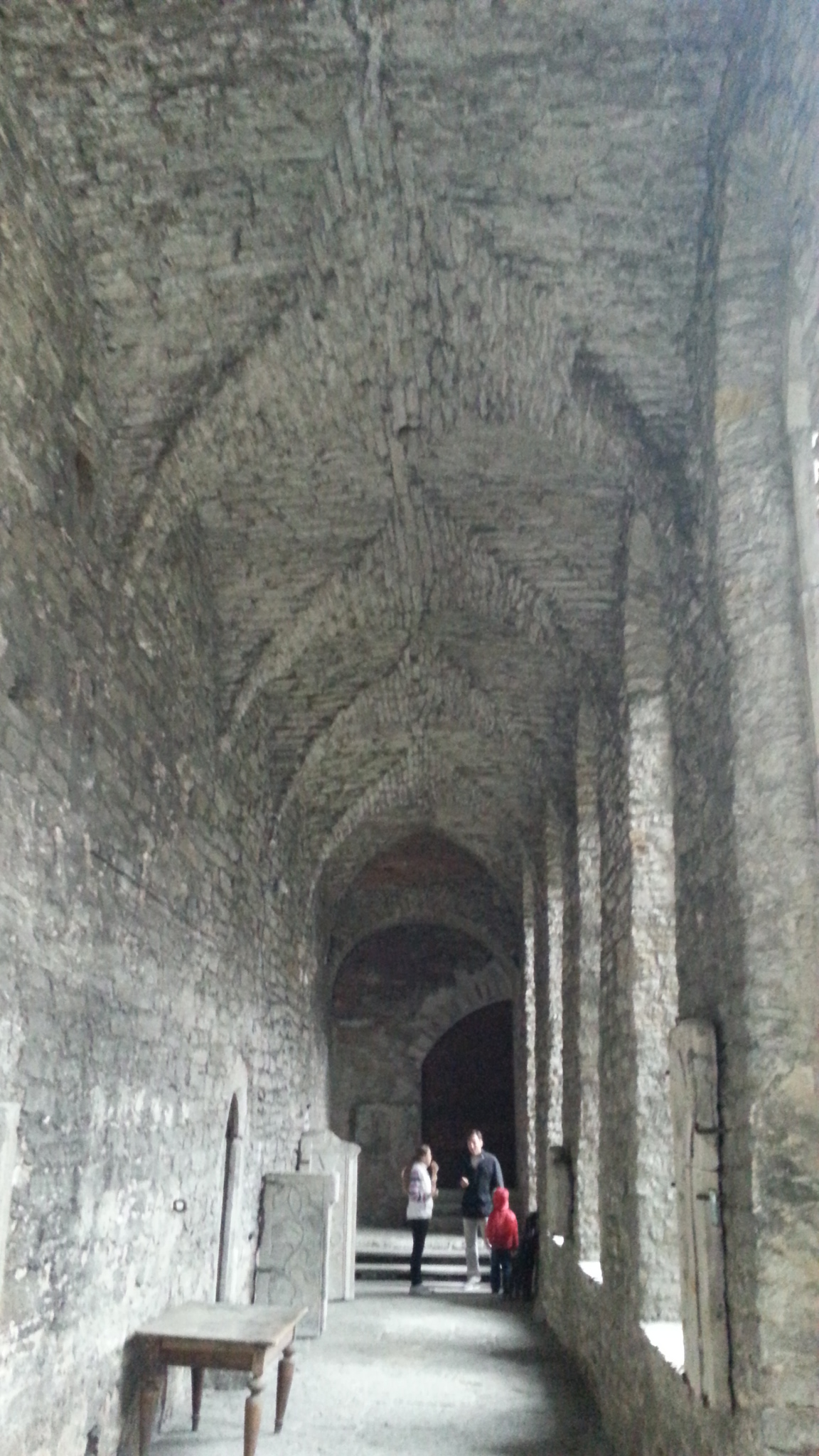